# Премія «Сатурн» за найкращий DVD або Blu-ray спецвипуск
Премія Сатурн за найкращий DVD або Blu-ray спецвипуск — категорія премії Сатурн, яку вручає Академія наукової фантастики, фентезі та фільмів жахів. Категорія заснована у 2001 році.

## Лауреати і номінанти
• Лауреати виділені окремим кольором.
| Церемонія    | Фільм                                                     | Оригінальна назва                                                    |
| ------------ | --------------------------------------------------------- | -------------------------------------------------------------------- |
| 28-ма (2001) | • Шрек (2-дискове видання)                                | Shrek (2-Disc Edition)                                               |
| 29-та (2002) | • Володар перснів: Братерство персня (Розширене видання)  | The Lord of the Rings: The Fellowship of the Ring (Extended Edition) |
| 30-та (2003) | • Володар перснів: Дві вежі (Розширене видання)           | The Lord of the Rings: The Two Towers (Extended Edition)             |
| 31-ша (2004) | • Володар перснів: Повернення короля (Розширене видання)  | The Lord of the Rings: The Return of the King (Extended Edition)     |
| 32-га (2005) | • Місто гріхів                                            | Sin City: Recut, Extended, Unrated                                   |
| 33-тя (2006) | • Супермен 2: Версія Річарда Доннера                      | Superman II: The Richard Donner Cut                                  |
| 34-та (2007) | • Той, що біжить по лезу (Колекціонне видання з 5 дисків) | Blade Runner (5-Disc Ultimate Collector's Edition)                   |
| 35-та (2008) | • Імла (Спеціальне видання на 2 дисках)                   | Stephen King's The Mist (2-Disc Special Edition)                     |
| 36-та (2009) | • Хранителі: Ultimate Cut                                 | Watchmen: The Ultimate Cut                                           |
| 37-ма (2010) | • Аватар (Розширене колекційне видання)                   | Avatar (Extended Collector's Edition)                                |
| 38-ма (2011) | • Джорджо Мородер презентує Метрополіс                    | Giorgio Moroder Presents Metropolis                                  |
| 39-та (2012) | • Маленька крамничка жахів: Режисерська версія            | Little Shop of Horrors: The Director's Cut                           |
| 40-ва (2013) | • Мегапавук                                               | Big Ass Spider!                                                      |
| 41-ша (2014) | • Нічний народ: Режисерська версія                        | Nightbreed: The Director's Cut                                       |
| 42-га (2015) | • Люди Ікс: Дні минулого майбутнього                      | X-Men: Days of Future Past: The Rogue Cut                            |
| 43-тя (2016) | • Фантазм: Ремастеринг                                    | Phantasm: Remastered                                                 |
| 44-та (2017) | • Ніч живих мерців (Колекція критеріїв)                   | Night of the Living Dead (Criterion Collection)                      |
| 45-та (2018) | • Водний світ (Обмежене видання)                          | Waterworld (Limited Edition)                                         |